# Pemphigus rileyi
Pemphigus rileyi är en insektsart som beskrevs av George Ledyard Stebbins 1910. Pemphigus rileyi ingår i släktet Pemphigus och familjen långrörsbladlöss. Inga underarter finns listade i Catalogue of Life.